# Landscapes
Lanscapes – album kompilacyjny brytyjskiej grupy Camel wydany w 1991 roku.

## Lista utworów
Album zawiera utwory:
1. Landscapes
2. Spirit Of The Water
3. Your Love Is Stranger Than Mine
4. Beached
5. Cloak & Dagger Man
6. Skylines
7. City Life
8. Air Born
9. Echoes
10. First Light
11. Freefall
12. Stationary Traveller
13. Missing
14. Rain Dances
15. Reflections
16. Sanctuary
17. Fritha
18. Refugee
19. The Last Farewell